# Naturschutzgebiet Osterntal
Das Naturschutzgebiet Osterntal mit einer Größe von 6,42 ha liegt nordöstlich von Düdinghausen im Stadtgebiet von Medebach. Es wurde 2003 mit dem Landschaftsplan Medebach durch den Hochsauerlandkreis als Naturschutzgebiet (NSG) ausgewiesen. Das NSG ist Teil des Europäischen Vogelschutzgebiets Medebacher Bucht.

## Gebietsbeschreibung
Im NSG handelt es sich um Teilbereiche des Osterntal mit Grünland, Wald und Hecken. Teils kommt Nass- und Magergrünland im NSG vor. Teilbereiche sind brach gefallen. 

## Pflanzenarten im NSG
Im NSG kommen gefährdete Pflanzenarten vor. Auswahl vom Landesamt für Natur, Umwelt und Verbraucherschutz Nordrhein-Westfalen dokumentierter Pflanzenarten im Gebiet: Acker-Minze, Acker-Witwenblume, Aronstab, Berg-Platterbse, Bitteres Schaumkraut, Breitblättriger Thymian, Echtes Johanniskraut, Echtes Labkraut, Echtes Mädesüß, Echtes Springkraut, Fieberklee, Frauenfarn, Gänseblümchen, Gamander-Ehrenpreis, Gegenblättriges Milzkraut, Gewöhnliche Goldnessel, Gewöhnliches Ferkelkraut, Gras-Sternmiere, Großer Wiesenknopf, Großes Hexenkraut, Hain-Sternmiere, Kleinblütiges Weidenröschen, Kleine Bibernelle, Kleiner Baldrian, Kleiner Klappertopf, Kleiner Wiesenknopf, Kleines Habichtskraut, Kletten-Labkraut, Kriechender Hahnenfuß, Körner-Steinbrech, Magerwiesen-Margerite, Moor-Labkraut, Quellen-Hornkraut, Rainfarn, Rauhaarige Wicke, Rundblättrige Glockenblume, Schlangen-Knöterich, Spitzlappiger Frauenmantel, Sumpf-Dotterblume, Sumpf-Pippau, Sumpf-Vergissmeinnicht, Wald-Ziest, Waldmeister, Wiesen-Bocksbart, Wiesen-Bärenklau, Wiesen-Flockenblume, Wiesen-Kerbel, Wiesen-Kümmel, Wiesen-Platterbse, Wiesen-Schaumkraut und Zaun-Wicke.

## Schutzzweck
Das NSG soll das Grünlandtal und den Waldbereich seinem Arteninventar schützen. Wie bei allen Naturschutzgebieten in Deutschland wurde in der Schutzausweisung darauf hingewiesen, dass das Gebiet „wegen der Seltenheit, besonderen Eigenart und Schönheit des Gebietes“ zum Naturschutzgebiet erklärt wurde.